# Allan Saint-Maximin
Allan Irénée Saint-Maximin (Châtenay-Malabry, 12 de març de 1997) és un futbolista francès que juga com a extrem a l'Al Ahli SC Jiddah.
Es va formar a les categories inferiors de diversos clubs, entre ells l'Saint-Étienne, amb qui firmaria el seu primer contracta professional el juliol de 2013. El 2015, Saint-Maximin va ser fitxat per l'AS Monaco, però mai va esdevenir titular amb l'equip, sent cedit al Hannover 96 i al Bastia durant les dues temporades que va passar al club monegasc. El 2017 va fitxar per l'OGC Nice, amb qui va disputar 74 partits. Dos anys després, el 2 d'agost 2019, Saint-Maximin va fitxar pel Newcastle United per un preu de 24 milions d'Euros. Posteriorment va fitxar pel Newcastle United l'agost 2019.
Saint-Maximin també ha jugat a les categories juvenils de la selecció francesa.